# Transaldolază
Transaldolaza (EC 2.2.1.2) este o enzimă din clasa transferazelor care este codificată la om de gena TALDO1. Participă la calea pentozo-fosfat.